# Gabriel Kolb
Gabriel Kolb Sen. (* um 1521; † 1607 in St. Joachimsthal), war ein böhmischer Bergmeister. Er leitete das Bergamt St. Joachimsthal.

## Leben
Über Kolbs Herkunft ist nichts bekannt. Ab 1567 hielt er sich in Fischbach bei Abertham auf, wo er vermutlich als Schichtmeister tätig war. Im April 1578 wurde ihm die Verwaltung des Bergmeisteramtes in St. Joachimsthal zugetragen und am 10. Januar des folgenden Jahres bestätigt. 1580 wurde Kolb neben mehreren Personen aus anderen Bergstädten zur Verbesserung der Bergordnung nach Prag beordert. Laut einem Schreiben vom 3. April 1583 bekam er die Instruktion zur Errichtung eines General-Erzhauses in St. Joachimsthal. Um 1590, als der Bergbau in der Region einen erneuten Aufschwung erfahren hatte, besuchte Kolb zusammen mit seinem Sohn, dem Bergmeister von Bleistadt, die Gruben in St. Gottesgab und Reinhard und äußerte sich in einem Schreiben an den dortigen Bergmeister empfindlich, dass man Willens wäre, diesen hoffnungsvollen Bergbau wieder aufzugeben. Zugleich ermunterte er den Pfalzgrafen Friedrich in einem an ihn erstatteten Bericht, den Erzabbau weiter zu fördern. Bereits 1590 legte Kolb sein Amt nieder. Sein Nachfolger wurde David Seltenreich. Kolb starb im Jahre 1607 im Alter von 86 Jahren.

## Familie und Nachkommen
Gabriel Kolb war vermutlich mit einer Catharina geb. Löhser verheiratet und hatte folgende Kinder:
- Helena; ⚭ 1579 in St. Joachimsthal Veit Pickenhan
- Gabriel Jun., Bergmeister?; ⚭ 1585 in St. Joachimsthal Eva Fritzsch
- Catharina; ⚭ 19. Oktober 1586 in Abertham Elias Steiniger Sen., Schulmeister, Kantor
- Anna; ⚭ 27. Oktober 1591 in Abertham Adam Voigtländer
- Sabina (getauft 9. November 1567 in Abertham)
- Regina (getauft 20. Dezember 1569 in Abertham)
- Maria (getauft 19. Dezember 1570 in Abertham)
- Christof (getauft 24. März 1573 in Abertham)
- Elisabeth (getauft 4. November 1575 in Abertham); ⚭ 1608 in St. Joachimsthal Johann Macasius Sen., Stadtschreiber, Bürgermeister

Zu seinen Enkeln zählen der Bergmeister von Platten Elias Steiniger Jun. und der Bergmeister von Gottesgab Johann Gabriel Macasius. 